# نوكيا 5130
نوكيا 5130 هو أحد أجهزة نوكيا، شركة الهواتف والتقنية النقالة. يأتي هذا الجهاز مع شاشة نوعها 84 * 48 ذو لون واحد (مونوكروم). تم إصدار هذا الجهاز في 2008. أما بالنسبة لوضعية إنتاجه الحالية فقد توقف انتاجه. تقنيته/تردده هي النظام العالمي للإتصالات المتنقلة. جيل الجهاز هو DCT3. عامل الشكل (التصميم) للجهاز هو "قطعة حلوى.يحتوي على كاميرا 2.0 ميجا بكسل.
يدعم الهاتف تطبيقات جافا J2ME بامتدادات jar
يتوافق هذا الجهاز مع مواصفات بلوتوث النسخة الثانية مع EDR يمكن استخدام هاتف نوكيا 5130 كمودم من خلال توصيله بكمبيوتر متوافق يستخدم تقنية بلوتوث اللاسلكية، يدعم هذا الجهاز الدخول إلى الانترنت عن طريق حزمة الراديو العامة  بسرعة قصوى 88 كيلوبت/ثانية، يدعم شبكات الجيل الثاني EDEG بسرعة قصوى 296 كيلوبت/ثانية، يتمتع هاتف نوكيا هذا بشاشة TFT ذات كثافة تقريبية 200 نقطة لكل بوصة و 256 ألف لون.